# Ракита (Плевенская область)
Ракита (болг. Ракита) — село в Болгарии. Находится в Плевенской области, входит в общину Червен-Бряг. Население составляет 925 человек.

## Политическая ситуация
В местном кметстве Ракита, в состав которого входит Ракита, должность кмета (старосты) исполняет Михаил Петров Мирчев (Демократы за сильную Болгарию (ДСБ)) по результатам выборов правления кметства.
Кмет (мэр) общины Червен-Бряг — Данаил Николов Вылов (независимый) по результатам выборов в правление общины.